# 多米尼克·哈谢克
多米尼克·哈谢克（捷克語：Dominik Hašek，1965年1月29日—），捷克职业冰球运动员，底特律红翼队守门员。曾参加1998年、2002年和2006年三届冬奥，其中在1998年长野冬奥获得金牌，在2006年都灵冬奥获得铜牌。